# Малон (Нью-Йорк)
Мало́н (англ. Malone) — город в округе Франклин, штат Нью-Йорк, США. Выделен из состава города Шатагей в 1805 году. Изначально носил имя Харисон, в 1808 году был переименован в Эзравилл, в 1812 году получил своё нынешнее название. Население на 2010 год составляло 14545 человек. В состав города входит одноимённая деревня, которая является административным центром округа Франклин.